# 埃米達 (愛達荷州)
埃米達（英語：Emida）是位於美國愛達荷州本瓦縣的一個非建制地區。

## 地理
埃米達的座標為47°06′57″N 116°35′53″W / 47.11583°N 116.59806°W，而該地的平均海拔高度為870米（即2850英尺）。